# Nicolas D'Incau

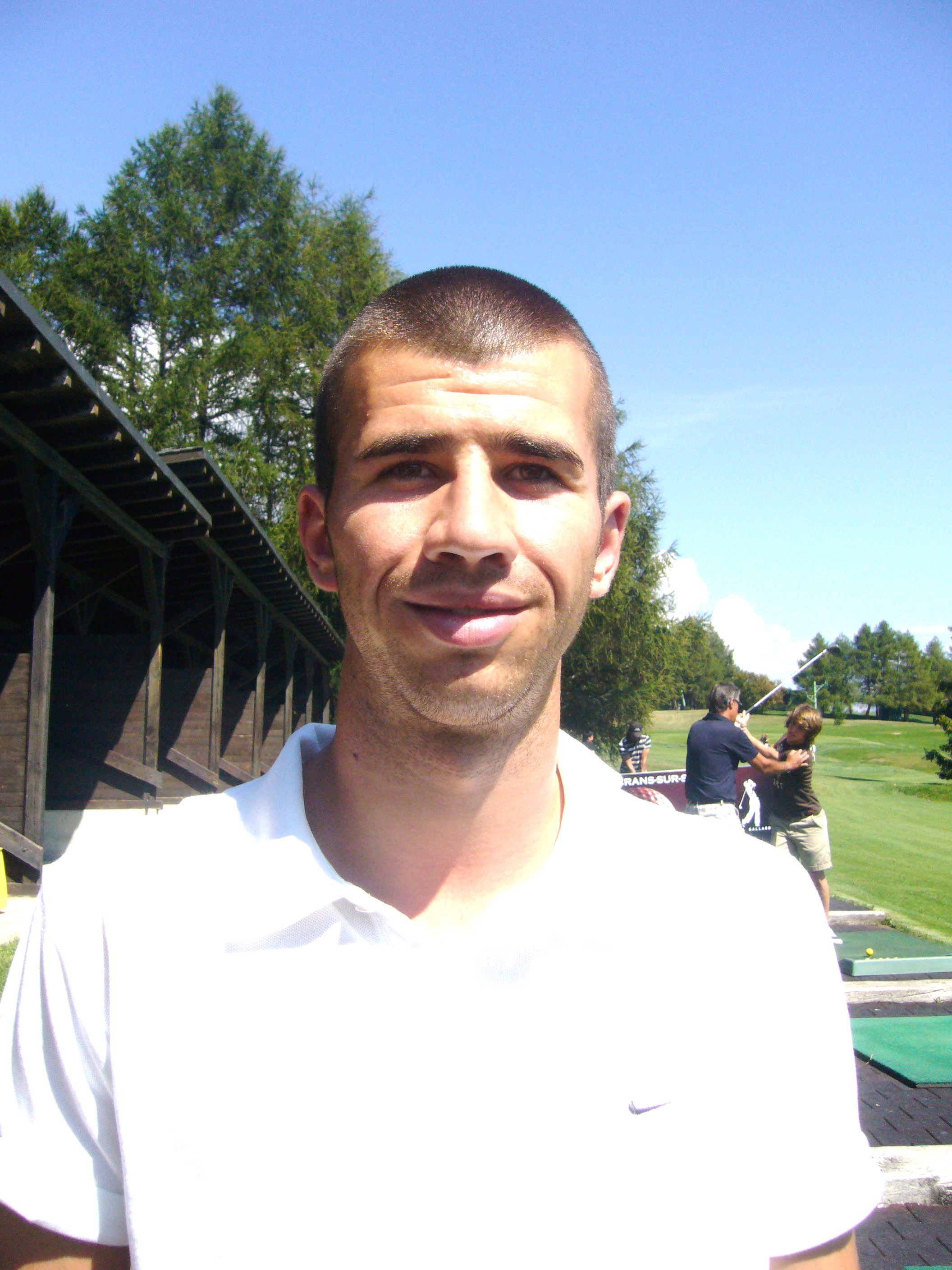
2009

Nicolas D'Incau (La Chaux-de-Fonds, 7 januari 1988) is een amateurgolfer uit Neuchâtel, Zwitserland. Hij heeft de Italiaanse en Zwitserse nationaliteit, en speelt golf voor Zwitserland.

## Amateur
In 2008 deed hij voor het eerste mee aan het Zwitsers Amateur (strokeplay), en eindigde op de vijfde plaats. In 2010 won hij dit toernooi op de Zürich Golf & Country Club in Zumikon en kreeg hij een wildcard voor de European Masters 2010. Hij werd ook weer clubkampioen in 2009 en 2010.
In 2011 won Nico het Italiaans Amateur door Adrien Saddier op de 35ste hole  van de Villa d'Este Circolo Golf te verslaan. Op het Omnium eindigde hij op de 7de plaats. Hij speelt van handicap +2. In 2011 speelde hij in Zweden het Europese Landenteams Kampioenschappen Amateurs (golf) samen met Edouard Amacher, Marc Dobias, Victor Doka, Arthur Gabella-Wenne, Andrea Gurini en Benjamin Rusch.
Records
- Ronde van 65 op Zumikon, gelijk aan het baanrecord

### Gewonnen
Zijn belangrijkste prestaties als amateur:
| Jaar | Toernooi                                | WAGR |
| ---- | --------------------------------------- | ---- |
| 2009 | Championnat de Suisse Romande           | 30   |
| 2010 | Zwitsers Amateur (strokeplay)           | 44   |
| 2010 | Olivier Barras Memorial (beste amateur) | 30   |
| 2011 | Italiaans Amateur (matchplay)           | 63   |

- WAGR geeft het aantal punten aan dat de hij voor de World Amateur Golf Ranking kreeg.